# OMIASHI
OMIASHI（オミアシ）は、芸能事務所・株式会社ジェイ・オフィス（J-Office、東京都目黒区）に所属する芸能人による芸能人女子フットサルチームである。芸能人女子フットサル大会「メルシートゥフェスタ」に参加。

## 経歴
- 2006年（平成18年）9月　チーム創設
- 2008年8月「冒険王リーグFINAL」に参加
- 2008年12月7日　TEAM WESTWINDに替わって「メルシートゥフェスタ」に加入
- 2018年9月、『魔法のダイエットpresents芸能人女子フットサルリーグ2018-19』として芸能人女子フットサルリーグが再開。リーグ参加する[1]。

## メンバー
2016年現在
- 監督　青木孝行（レーシングドライバー）
- コーチ　藤田徳和
- 背番号1　まかべまお
- 背番号2　中村純子（キャプテン）
- 背番号3　弥生
- 背番号4　中谷あすみ
- 背番号6　寺島あかり
- 背番号9　時上りく
- 背番号10　マッキー
- 背番号12　鈴木亜子
- 背番号13　藤崎ゆえ
- 背番号15　杉田沙緒里

### 退団
橘裕子
日高艶子
山田優子
入船陽子
広瀬弥生（ - 2008年11月30日）
綾瀬ゆかり（ - 2009年3月15日）
氷浦紫（ - 2009年3月15日）
明日香（ - 2009年9月）
藍原朱哩（背番号8）
風戸えり（背番号3）
小泉千秋（背番号5）
大崎莉央奈（背番号7）
望月真紀
星野愛
八木のぞみ（背番号9）

## 戦績
- 2008年8月12日「冒険王リーグFINAL グループC」：予選敗退

対Team Blue Mountain戦：△1-1
対ASAI RED ROSE戦：●0-5
対YOTSUYA CLOVERS戦：●0-3
対XANADU loves NHC戦：●0-9
- 2008年8月16日「冒険王リーグFINAL グループD」：予選敗退

対FANTASISTA戦：●0-5
対XANADU loves NHC戦：●0-2
対TEAM WESTWIND戦：●0-4
対Envy戦：△0-0
- 2008年8月25日「冒険王リーグFINAL グループH」：予選敗退

対FANTASISTA戦：●0-3
対XANADU loves NHC戦：●0-4
対ASAI RED ROSE戦：●1-3
対ミスマガジン戦：●0-1
- 2008年12月7日「2008メルシートゥフェスタFinalステージ」：予選敗退

対carezza戦：●0-3
対ASAI RED ROSE戦：●0-2
- 2009年3月15日「2009メルシートゥフェスタ in MARCH」：予選敗退

対carezza戦：●0-3
対YOTSUYA CLOVERS戦：△0-0
- 2009年5月17日「2009メルシートゥフェスタ in MAY」：初戦（2回戦）敗退

対ASAI RED ROSE戦：●0-3